# Fahrradmitnahme

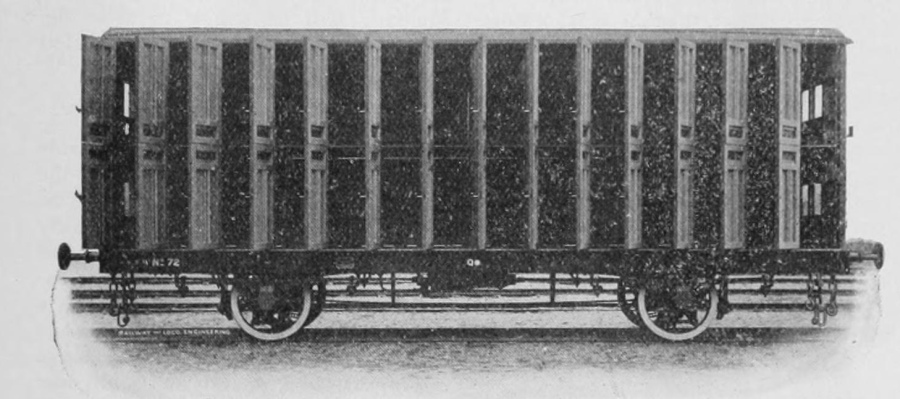
Der GNSR Bicycle Van, ein schottischer Spezialwagen für Fahrräder, im Einsatz von 1902 bis 1909

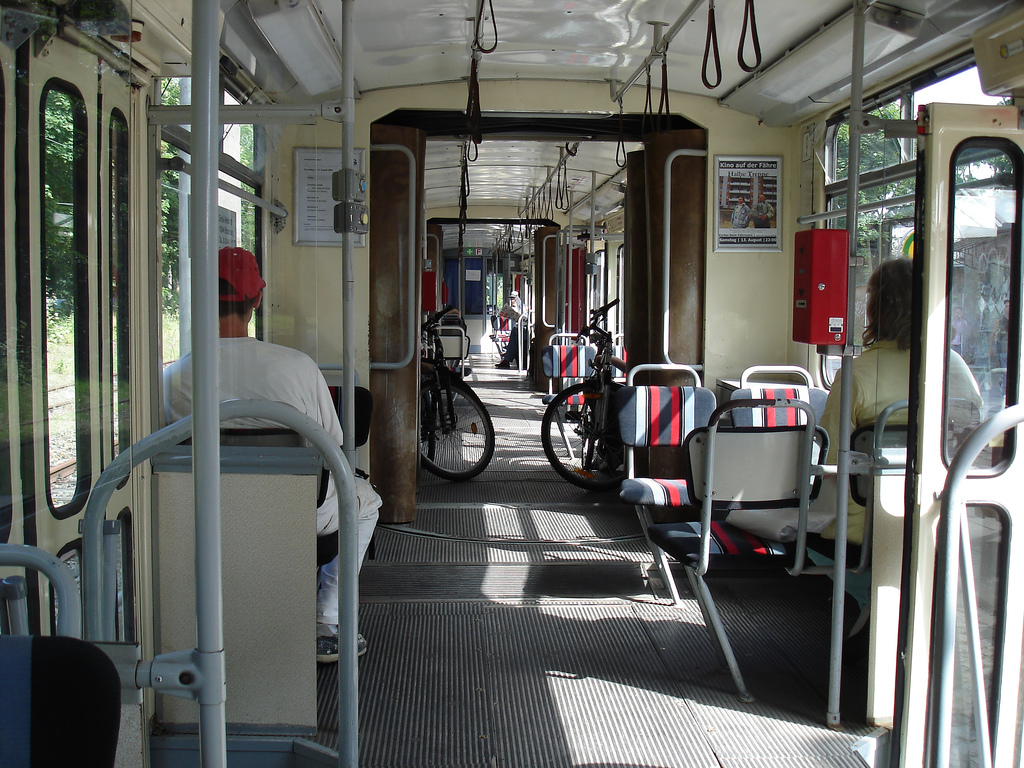
Fahrradmitnahme im Straßenbahn-Gelenkwagen der Strausberger Eisenbahn

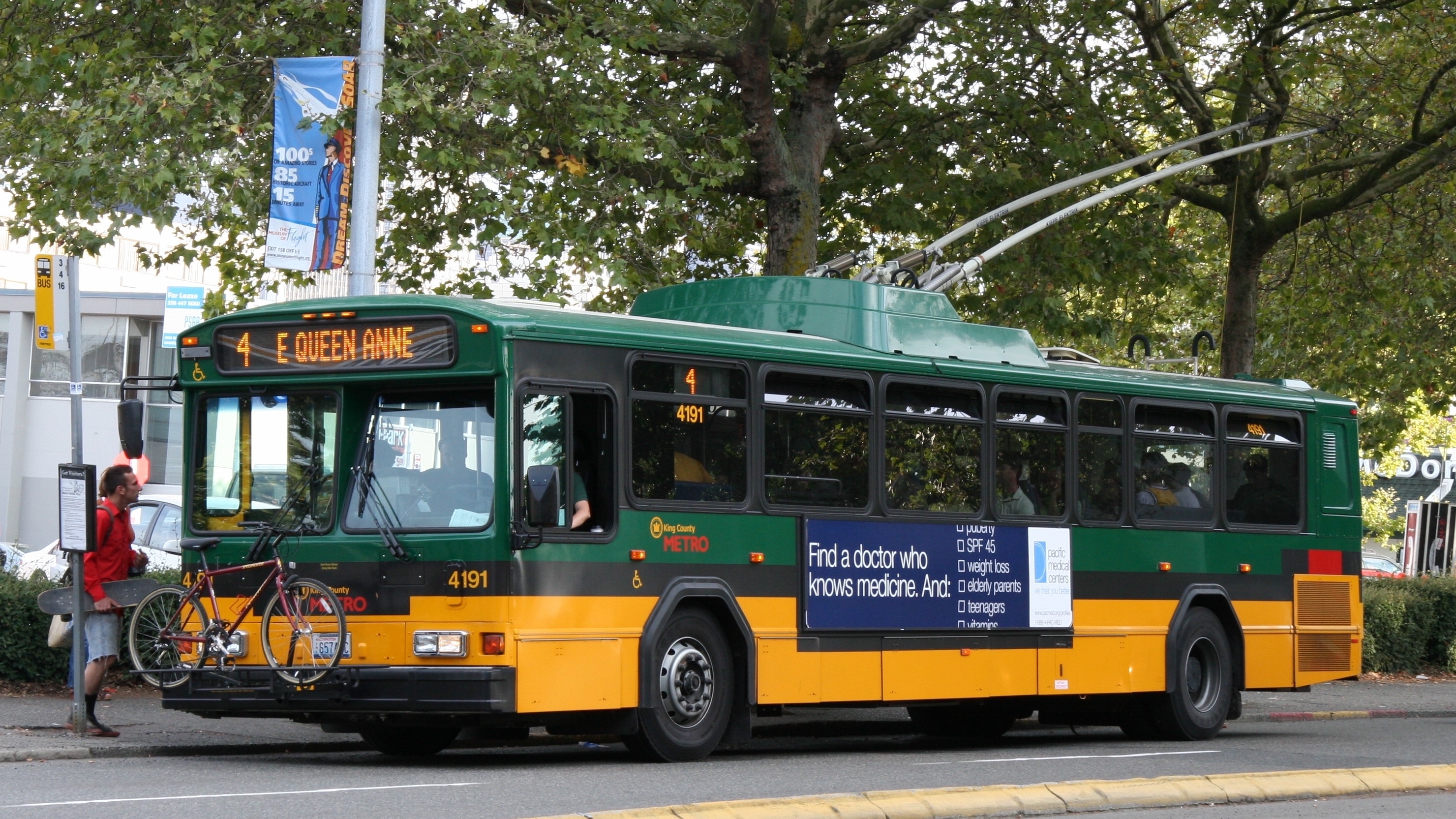
Oberleitungsbus mit Fahrradmitnahme in Seattle

Von Fahrradmitnahme, Fahrradbeförderung, Fahrradtransport beziehungsweise in der Schweiz Veloselbstverlad, spricht man, wenn es um den Transport eines unverpackten Fahrrades als selbst verladenes Gepäckstück mit öffentlichen Verkehrsmitteln geht. Steht dafür ein eigenes Fahrzeug zur Verfügung, spricht man vom Fahrradwagen.
Gemäß EU-Verordnung 2021/782, Art. 6, Abs. (4) muss durch EVU im Rahmen von Fahrzeugneubeschaffungen eine „angemessene Anzahl“ Fahrradstellplätze zur Verfügung stehen. Die Mindestanzahl bei Neufahrzeugen beträgt vier Fahrradstellplätze je Zugbildung.
Mit einer intermodalen Wegekette, durch die Kombination von Individual- und öffentlichem Verkehr, lassen sich auch per Fahrrad verhältnismäßig einfach größere Entfernungen zurücklegen. Eine Anfahrt per Rad zur Haltestelle, dann Fahrradmitnahme und anschließend Weiterfahrt per Rad erhöht die Nutzungsmöglichkeiten und Auslastung von ÖPNV-Angeboten. Für den Fahrradtourismus ist die Fahrradmitnahme von besonderer Bedeutung, da man bei einer Radtour nicht an den Startpunkt zurückfahren muss. Üblicherweise müssen für die Fahrradmitnahme spezielle Fahrradkarten erworben werden.

## Nationales

### Deutschland

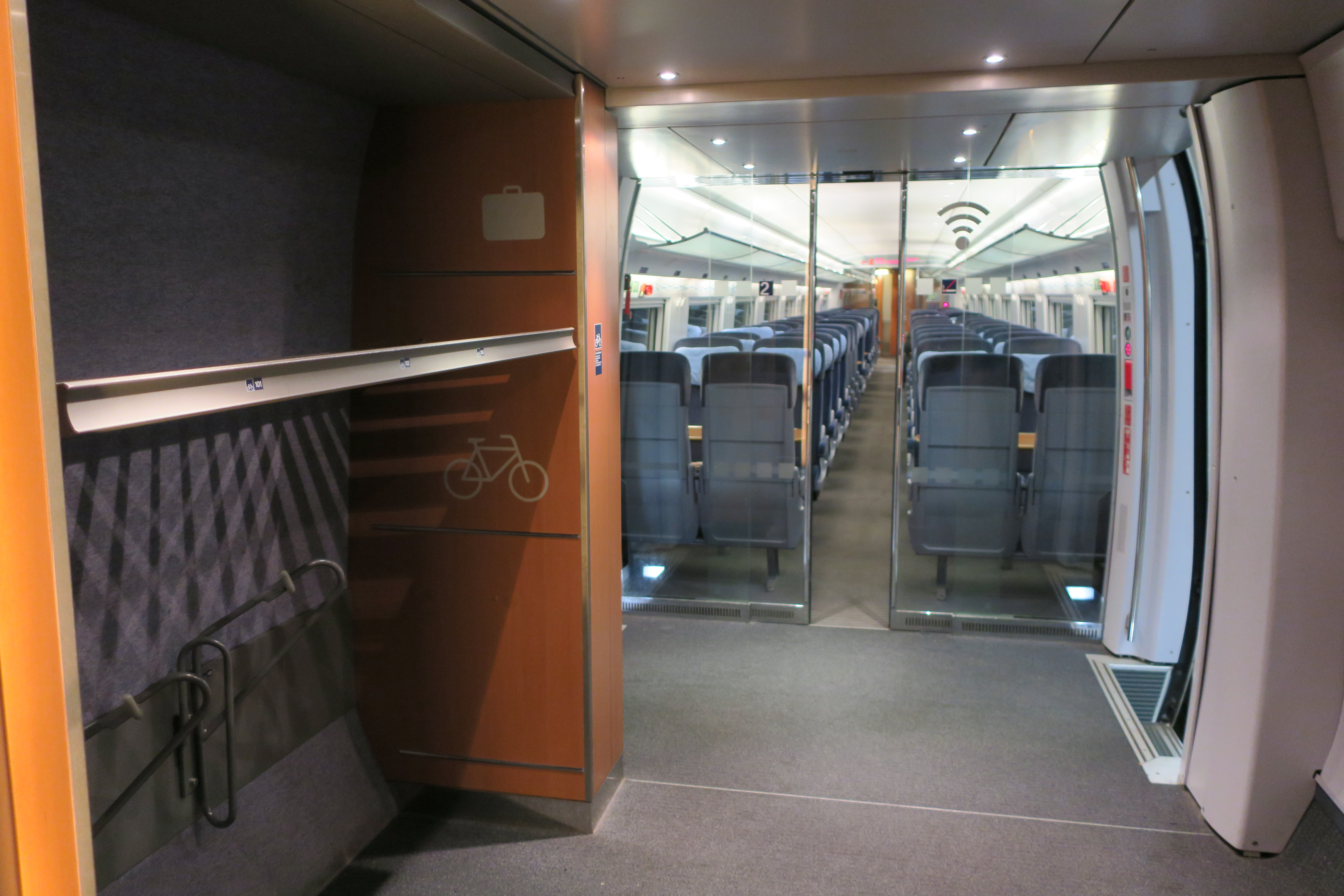
Fahrradabteil eines ICE T

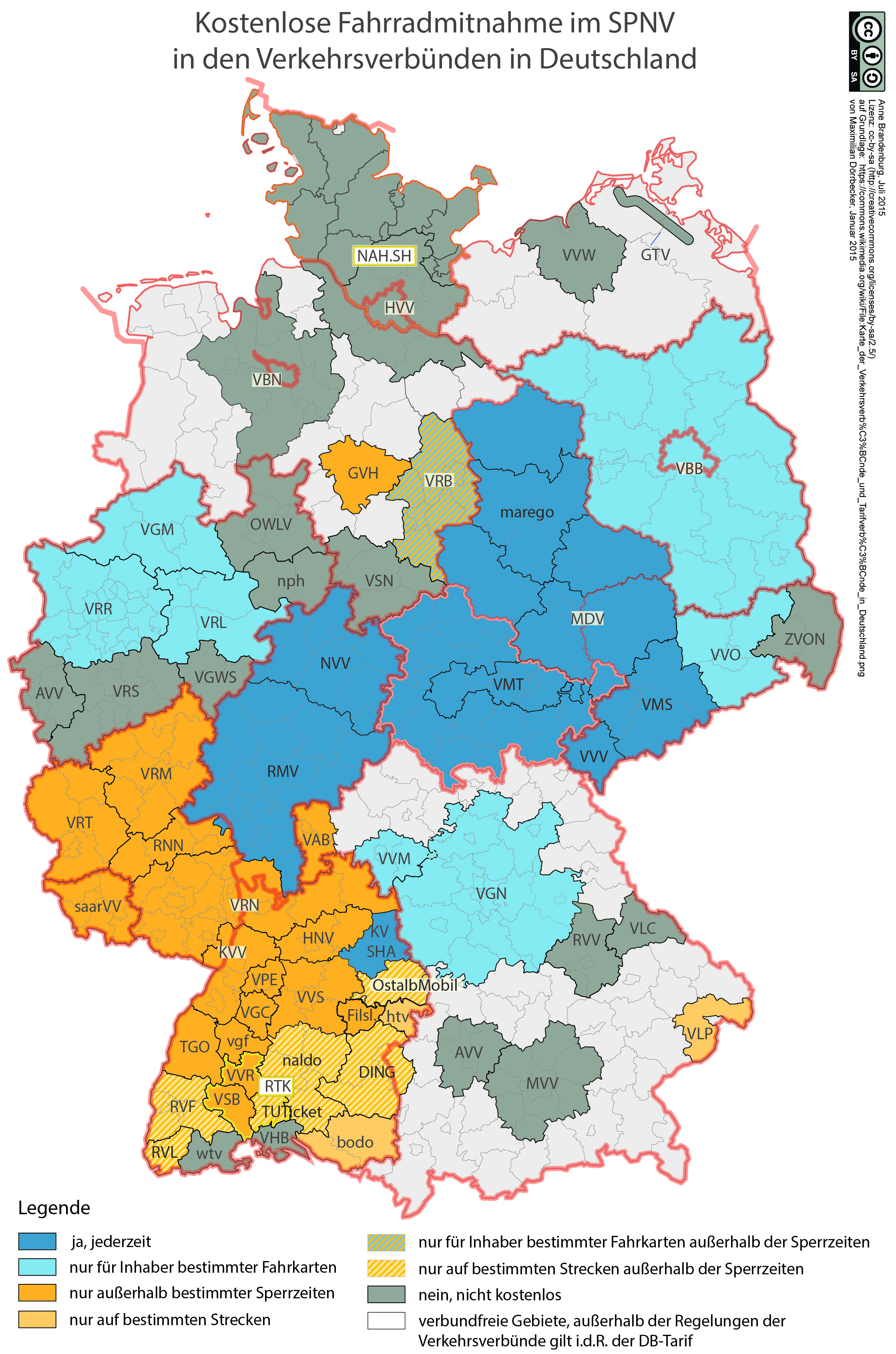
Übersicht kostenfreier Fahrradmitnahme im Nah-/Regionalverkehr in den einzelnen Verkehrsverbünden Deutschlands (Stand: Juli 2015)

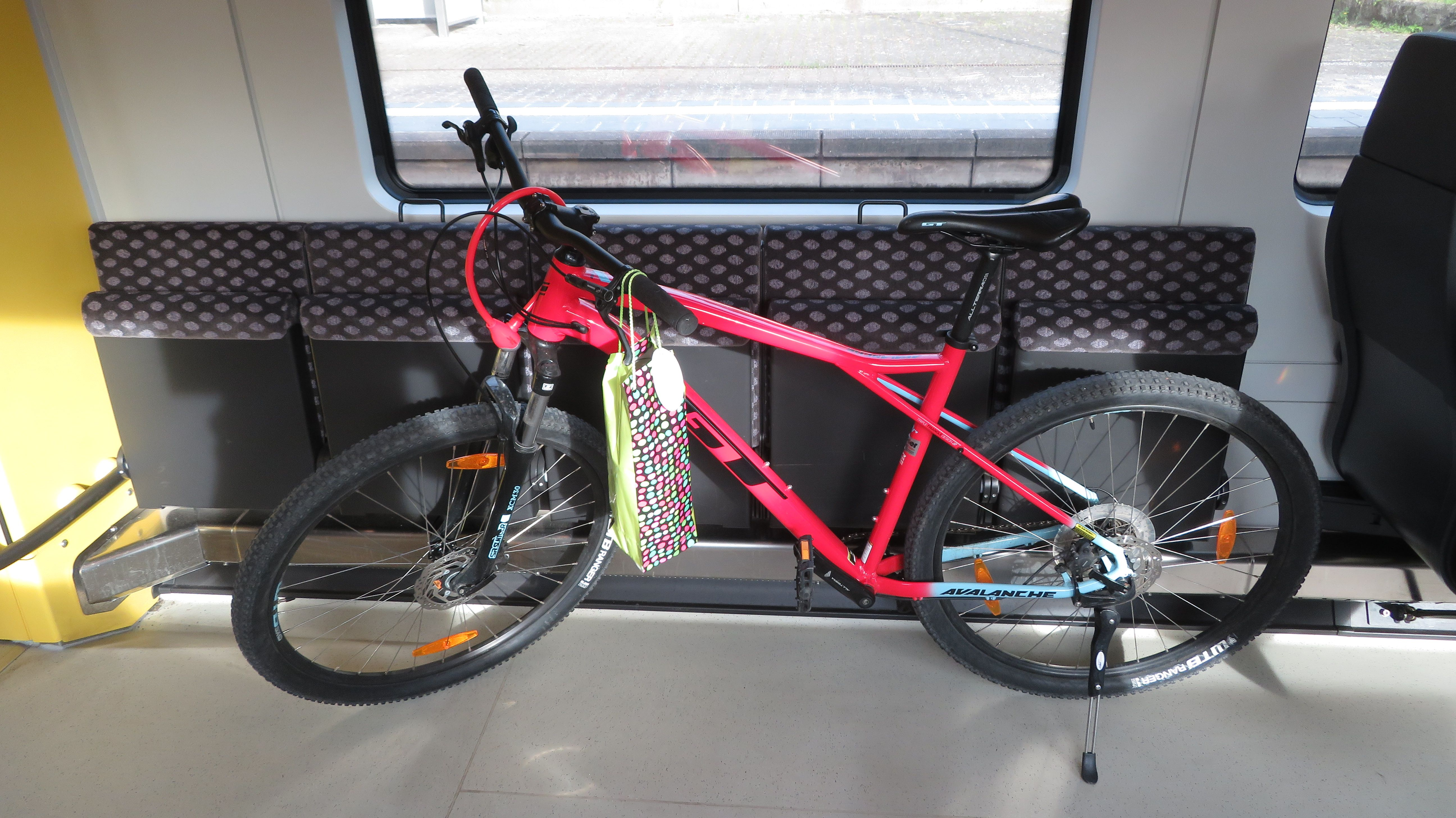
Fahrradmitnahme in der S-Bahn Rhein-Neckar

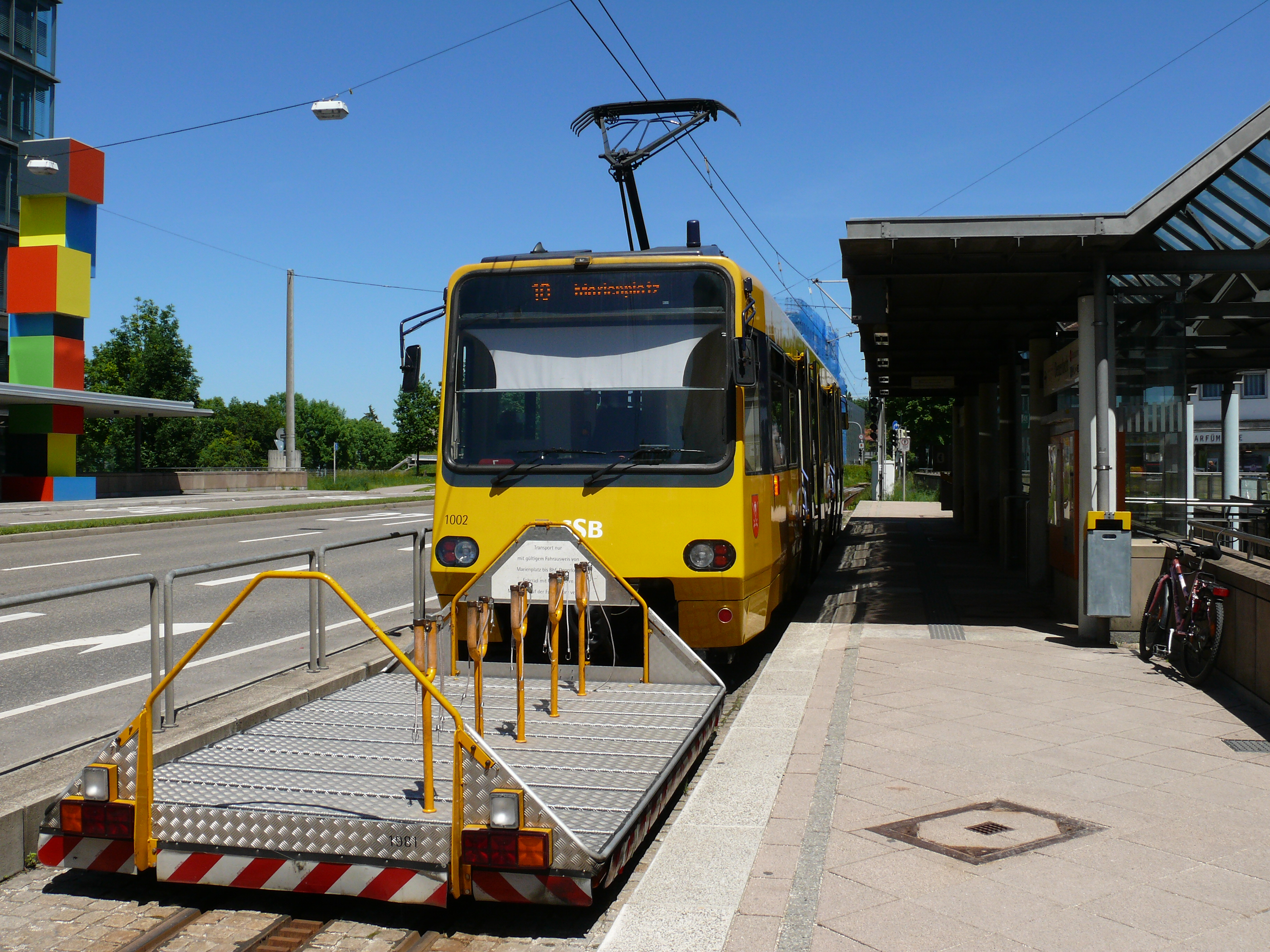
Spezieller Vorstellwagen für Fahrräder bei der Zahnradbahn Stuttgart

In Deutschland ist die Fahrradmitnahme in fast allen Verkehrsmitteln möglich, ausgenommen sind jedoch häufig Busse im Schienenersatzverkehr und manche ICE-Verbindungen (im ICE 4, ICE 3neo und ICE L sind acht Stellplätze vorhanden; im ICE T lediglich drei). Die Bedingungen sind je nach Verkehrsmittel und Region sehr unterschiedlich.
- Im Fernverkehr ist die Fahrradmitnahme in fast allen EC- und IC-Zügen sowie den meisten Nachtzügen zulässig. Diese Züge verfügen über spezielle Fahrradabteile, die Plätze sind reservierungspflichtig. Auf der Strecke Stuttgart–Zürich war von Mai 1999 bis Dezember 2002 auch im ICE die Fahrradmitnahme möglich. Trotz Kundenprotesten wurden die Fahrradabteile in diesen ICE-Zügen wieder ausgebaut, da der Konzernvorstand der DB in einer Grundsatzentscheidung festlegte, im ICE keine Fahrräder zu befördern. Begründet wurde dies mit den benötigten 15 durch das Fahrradabteil verlorengegangenen Sitzplätzen und der Verspätungsgefahr durch das Ein- und Aussteigen von Reisenden mit Fahrrädern. Ungeachtet dessen ist es zulässig, nicht fahrbereite Fahrräder (demontiertes Rad etc.) als Traglast sowie zusammengeklappte Falträder kostenlos im ICE zu befördern. Im seit Dezember 2017 eingesetzten ICE 4 sind acht Fahrradstellplätze vorhanden (z. B. auf der Verbindung Hamburg–München). Im ICE T wurden inzwischen drei Fahrradstellplätze nachgerüstet.

- Im Nahverkehr der Eisenbahn (einschließlich S-Bahnen) ist die Fahrradmitnahme fast immer möglich. Es gibt nur wenige Ausnahmen, die sich auf die Hauptverkehrszeiten beschränken. Beinahe alle Züge verfügen über Mehrzweckabteile, die dem Transport von Fahrrädern, Kinderwagen, Rollstühlen und Traglasten dienen. Gibt es solche Abteile nicht, kann das Fahrrad im Einstiegsraum mitgenommen werden.
- Bei U-Bahnen und Stadt- und Straßenbahnen kommen auch immer öfter Mehrzweckabteile zum Einsatz, es gibt aber häufig Sperrzeiten für die Fahrradmitnahme während der Hauptverkehrszeiten.
- In Bussen des Stadt- und Regionalverkehrs gibt es unterschiedliche Regelungen, die vom Ausschluss der Fahrradmitnahme über eine zeitlich beschränkt oder ständig mögliche Mitnahme einzelner Fahrräder im Innenraum des Busses bis hin zum Mitführen eines Fahrradträgers oder sogar eines Anhängers zum Transport einer größeren Zahl von Fahrrädern bei Touristiklinien reichen.
- Auf Fähren oder Autofähren ist die Mitnahme im Allgemeinen problemlos möglich.
- Im Eisenbahnnahverkehr von Baden-Württemberg[2], Sachsen-Anhalt[3], Thüringen[4], Rheinland-Pfalz[5] und dem Saarland[6] ist die Mitnahme kostenfrei (teilweise kostenpflichtig werktags vor 9 Uhr). Auch im sächsischen Teil des Mitteldeutschen Verkehrsverbund ist die Fahrradmitnahme im Eisenbahnnahverkehr kostenlos. In einigen Verkehrsverbünden oder Landkreisen ist die Fahrradmitnahme in allen dafür zugelassenen Verkehrsmitteln kostenlos, beispielsweise im Rhein-Main-Verkehrsverbund[7] und im Verkehrsverbund Vogtland[8]. Ansonsten gibt es Fahrradmitnahmetarife zu sehr unterschiedlichen Konditionen. Prinzipiell kann das Fahrrad deutschlandweit mit der „Fahrradtageskarte Nahverkehr“ als Tagesticket in allen Nahverkehrszügen mitgenommen werden.[9] Teilweise gelten Einschränkungen für die Mitnahme von E-Bikes.
- Einige Verkehrsgesellschaften führten für Nutzer des Deutschlandtickets Sonderregeln zur Fahrradmitnahme ein. So ist im Verkehrsverbund Mittelsachsen die Fahrradmitnahme für Deutschlandticketnutzer kostenpflichtig, mit allen anderen Fahrscheinen jedoch kostenfrei.[10] Im Verkehrsverbund Oberelbe können Inhaber von Monatskarten und Abonnementkarten ihr Fahrrad kostenfrei mitnehmen – das gilt jedoch ebenfalls nicht für das Deutschlandticket.[11]

Das Portal Zeit Online kritisierte 2025 in einer ausführlichen „Gebrauchsanleitung“ für Rad-Bahn-Reisen, dass das Buchen von Fahrradkarten mit der Smartphone-App „DB Navigator“ unnötig kompliziert ist, so dass dafür „Pfadfinderfähigkeiten“ nötig seien. So verstecke sich die Fahrradtageskarte für den Nahverkehr trotz bundesweiter Gültigkeit unter der Rubrik „Regionale Angebote“. Auch sei nicht immer Verlass auf die grünen Symbole, mit denen freie Fahrradstellplätze in Fernzügen zur Buchung angeboten würden: Am Ende des Bestellvorgangs erscheine manchmal ein Hinweis, dass eine Buchung doch nicht möglich sei.

### Österreich
Bei den Österreichischen Bundesbahnen kann man sein Fahrrad in den meisten Nah- und Fernverkehrszügen mitnehmen. Dafür benötigt man ein spezielles Radticket. Dessen Preis hängt vom Zeitpunkt des Kaufes und vom Vertriebsweg ab. Der Onlinekauf ist günstiger als der Kauf am Automaten, am Ticketschalter oder im Zug. In Zügen des Fernverkehrs (Railjet, Railjet Xpress, Intercity, Eurocity, Schnellzug, ICE sowie im Nightjet) ist zusätzlich eine Reservierung für das Fahrrad erforderlich.
In der Westbahn können Fahrräder ebenfalls mitgenommen werden. Dies kostet bei vorheriger Onlinebuchung je nach Strecke zwischen 4,90 Euro und 9,90 Euro, ansonsten 10 bis 15 Euro.
Bei den Wiener Linien werden Fahrräder kostenlos in der U-Bahn befördert (an Werktagen mit zeitlichen Einschränkungen). In Bussen und Straßenbahnen ist die Fahrradmitnahme nicht erlaubt.
Das im Oktober 2021 eingeführte Klimaticket umfasst in der Regel keine kostenlose Fahrradmitnahme, so dass eine Fahrradkarte gelöst werden muss, wenn der jeweilige Verkehrsverbund Fahrräder nicht kostenlos befördert. Klimatickets einzelner Bundesländer enthalten mitunter die kostenlose Fahrradbeförderung, so etwa das KlimaTicket Steiermark (auf ÖBB-Strecken zeitlich eingeschränkt). Auch die verschiedenen Varianten des Klimatickets für das Land Salzburg ermöglichen die kostenlose Fahrradmitnahme in Nahverkehrszügen und anderen Nahverkehrsmitteln. Inhaber des landesweiten KlimaTicket Ö können in beiden Bundesländern ihr Fahrrad ebenfalls gratis mitnehmen.
In der Lokalbahn Wien-Baden dürfen grundsätzlich keine Fahrräder mitgenommen werden.

### Schweiz
Bei den Schweizerischen Bundesbahnen ist der Velotransport kostenpflichtig. Für Einzelfahrten kann eine Fahrkarte zum Normalpreis (halber Preis mit Halbtax und für Kinder) oder eine Velo-Tageskarte für 15 CHF (ca. 16 Euro) gelöst werden. Es kann auch ein Velo-Pass erworben werden, der 260 CHF für ein Jahr kostet.
Vom 21. März bis 31. Oktober benötigt man für die Velomitnahme in InterCity (IC)-Zügen eine Veloplatzreservierung.

### Belgien
Bei der belgischen Eisenbahn SNCB ist ein Fahrradzuschlag von 4 Euro pro Einzelfahrt zu entrichten. Zusammengeklappte Klappräder werden gratis befördert. Auf einigen Brüsseler Bahnhöfen ist der Ein- und Ausstieg mit Fahrrädern nicht gestattet (z. B. auf dem Bahnhof Brüssel-Central).

### Luxemburg
In der luxemburgischen Eisenbahn Société Nationale des Chemins de Fer Luxembourgeois können Fahrräder innerhalb Luxemburgs kostenlos und ohne Reservierung mitgeführt werden. In grenzüberschreitenden Verbindungen ist das Mitführen von Fahrrädern kostenpflichtig und eine Reservierung kann erforderlich sein.

### Niederlande
Bei der niederländischen Bahngesellschaft Nederlandse Spoorwegen kostet eine Fahrradtageskarte (Fietskaart Dal) 7,95 Euro  Sie gilt jedoch an Werktagen nicht in den Hauptverkehrszeiten (außer im Juli und August).

### Polen
Die Mitnahme von Fahrrädern im Zug ist möglich - der Preis hängt vom Verkehrsunternehmen ab. Bei PKP Intercity kostet die Fahrradkarte 9,10 PLN (ca. 2,10 Euro), bei Polregio 8,50 PLN. Regionale Bahnunternehmen haben eigene Tarife - so ist die Fahrradbeförderung bei Koleje Mazowieckie kostenlos, bei Koleje Małopolskie kostet sie 6 PLN und bei Koleje Dolnośląskie 8,50 PLN.

### Tschechien
Bei der tschechischen Bahngesellschaft České dráhy kostet die Fahrradmitnahme entfernungsabhängig 40 (bis 150 Kilometer) oder 60 CZK. Eine Tageskarte kostet 99 CZK (ca. 3,90 Euro).

### Ungarn
Ein Einzelticket zur Fahrradmitnahme kostet bei der ungarischen Bahngesellschaft Magyar Államvasutak entfernungsunabhängig 500 HUF (ca. 1,20 Euro), eine 30-Tage-Karte 4950 HUF.